# WatchESPN
WatchESPN  est à l'origine un site internet de streaming ou à la demande des chaînes du groupe ESPN avec simulcast mais aussi depuis 2011 des applications pour smartphone ayant la même fonction.

## Historique

### Le service ESPN Networks
Le 25 octobre 2010, Time Warner Cable est le premier câblo-opérateur à offrir à ses clients un accès à un service de simulcast pour la chaîne ESPN et ESPN3 nommé ESPN Networks. Le 22 novembre 2010, Bright House Networks propose le même service.
Le 25 janvier 2011, le site ESPN Networks ajoute des simulcasts pour les chaînes ESPN2, ESPNU, ESPN Goal Line et ESPN Buzzer Beater. Le 17 février 2011, Verizon FiOS TV propose à son tour le service à ses abonnés.

### L'offre WatchESPN
Le 7 avril 2011, ESPN lance aux États-Unis une application nommée WatchESPN qui permet de regarder les chaînes du groupe sur iOS. Elle est portée sur Android le 9 mai 2011. Le 31 août 2011, le site internet ESPN Networks est renommé WatchESPN pour s'associer à l'application de contenu pour mobile.
Le 8 mai 2012, Comcast ajoute un service de multicast WatchESPN pour les clients de l'offre Xfinity TV. Le 28 août 2012, Midcontinent Communications fait de même pour ses abonnés suivi en février 2013 par Charter Communications.
Le 12 novembre 2013, Roku annonce un contrat avec Disney Media Networks afin d'offrir Watch Disney et WatchESPN.
Le 21 juillet 2016, ESPN et l'Atlantic Coast Conference annonce la création en 2019 d'une chaîne ACC Network ainsi qu'un service ACC Network Extra dans l'application WatchESPN.